# 미루나무
미루나무(eastern cottonwood, necklace poplar)는 북아메리카가 원산으로 한반도 각처에서 흔히 볼 수 있는 낙엽 교목이다. 미국에서 들어온 나무로 미국 버드나무라는 뜻의 '미류(美柳)나무'라고도 한다. 비교적 빨리 자라고 그늘을 잘 만들지만, 수명이 짧다. 수고 20~30m, 지름 2.8m까지 자란다.

## 생태
초봄에 녹색을 띠는 작은 꽃들이 미상꽃차례라고 하는 긴 꼬리 모양으로 무리지어 핀다. 꽃은 유이꽃차례이고, 수꽃의 수술은 40-50개, 암술머리는 3~4갈래이다. 각 꽃에서 맺히는 씨는 5~6월에 성숙하며, 솜털로 덮여 있다.
잎은 녹색 윤기가 도는 삼각형이며, 곡선을 이루는 가장자리에는 톱니가 있다. 흐린 회색을 띠는 두꺼운 나무껍질에는 긴 능선이 있다. 미루나무의 목재는 흰색이나 옅은 갈색을 띠며, 부드럽고 약하다. 상자, 가구, 펄프재, 포장용 톱밥 따위를 만드는 데 이용한다.

## 참고 문헌
- 이 문서에는 다음커뮤니케이션(현 카카오)에서 GFDL 또는 CC-SA 라이선스로 배포한 글로벌 세계대백과사전의 내용을 기초로 작성된 글이 포함되어 있습니다.